# Jacob H. Smith
Jacob Hurd Smith (zwany Hell Roaring Jake (Piekielny Jake), Howling Jake (Ryczący Jake) i w ostatnich latach życia The Monster (Potwór); ur. 29 stycznia 1840, zm. 1 marca 1918) – amerykański generał brygady, zbrodniarz wojenny, dowódca armii amerykańskiej podczas wojny filipińsko-amerykańskiej w 1899–1902.

## Życiorys
O jego dzieciństwie niewiele wiadomo. Podczas wojny secesyjnej walczył po stronie Unii, zdobywając szeroką sławę i podziw, które jednak nie uchroniły go przed zarzutami o malwersację pieniędzy przeznaczonych na trenowanie rekrutów i przeznaczanie owych funduszy na prywatną działalność w handlu i spekulacjach, za które miał kupować whisky, złoto i diamenty. Wskutek owych oskarżeń stracił sprawowany wcześniej przez siebie urząd prokuratora wojskowego. W następnych latach musiał zmagać się z nieporozumieniami między nim a jego przełożonymi wynikłymi z powodu jego temperamentu. Dopuścił się obrazy jednego z pułkowników, a w 1885 w barze w Teksasie wziął udział w incydencie, po którym sąd wojskowy wymierzył mu karę za „zachowanie niegodne oficera i dżentelmena”. Parał się również hazardem, przez co popadał w niemożliwe do spłacenia przezeń długi, toteż musiał stawać kilkakrotnie przed sądem cywilnym.
W 1898 Jacob Smith zyskał szansę na poprawę swego losu, kiedy znalazł się w szeregach żołnierzy amerykańskich wysłanych na wojnę z Filipińczykami. Został wysłany w randze pułkownika, lecz po masakrze w Balangiga nad wyspą Samar w 1901, kiedy 40 żołnierzy USA zginęło z rąk filipińskich partyzantów, wojskowy gubernator Filipin Adnie Chaffee awansował go na stopień generała brygady i zlecił mu dowództwo tzw. operacji Samar. Wówczas to Smith nakazał swemu podwładnemu, majorowi Littletonowi Wallerowi nie brać żadnych jeńców podczas odzyskiwania kontroli amerykańskiej nad wyspą Samar. Wydał rozkaz eliminowania każdego tubylca zdolnego do noszenia broni i opierania się wojsku Stanów Zjednoczonych. Dotyczyło to wszystkich osób powyżej 10. roku życia. Ponosił w ten sposób odpowiedzialność za śmierć od 2 do nawet 50 tysięcy filipińskiej ludności, zgładzonej podczas akcji pacyfikacyjnej. Smith publicznie przyznawał się do popełnienia tego czynu, opowiadając o nim dziennikarzom, lecz robił to w przeświadczeniu, że jego postępek nie był żadną zbrodnią, usprawiedliwiając się bez skruchy, że drastyczne działania były konieczne do zaprowadzenia porządku w zbuntowanym rejonie. Wywołał tym samym oburzenie opinii publicznej, co spowodowało kolejny proces Smitha przed sądem wojskowym, tym razem za „postępowanie sprzeczne z dobrymi obyczajami i dyscypliną wojskową”. W maju 1902 został uznany za winnego, otrzymał naganę i odebrano mu stopień oficerski. W 1917 (roku przystąpienia Stanów Zjednoczonych do I wojny światowej) podjął próbę wstąpienia do armii USA na ochotnika w celu pełnienia służby jako szeregowy żołnierz, lecz bez skutku.